# Obliquina
Obliquina es un género de foraminífero bentónico de la familia Lagenidae, de la superfamilia Nodosarioidea, del suborden Lagenina y del orden Lagenida. Su especie-tipo es Obliquina acuticosta. Su rango cronoestratigráfico abarca el Mioceno.

## Clasificación
Obliquina incluye a las siguientes especies:
- Obliquina acuticosta †
- Obliquina sakhalinica †